# Astragalus kerrii
Astragalus kerrii är en ärtväxtart som beskrevs av P.J.Knight och A.C.Cully. Astragalus kerrii ingår i släktet vedlar, och familjen ärtväxter. Inga underarter finns listade i Catalogue of Life.